# Nowe Warpno
Nowe Warpno (Deutsch: Neuwarp) ist eine Stadt und Sitz der gleichnamigen Stadt- und Landgemeinde Nowe Warpno im Powiat Policki der polnischen Woiwodschaft Westpommern.

## Geographie

### Lage
Die Stadt liegt im östlichen Vorpommern, 46 Kilometer nordwestlich von Stettin (poln. Szczecin) und 30 Kilometer nordwestlich der Kreisstadt Police (Pölitz) an der Grenze zur Bundesrepublik Deutschland auf einer Halbinsel zwischen dem Neuwarper See und dem Stettiner Haff. Der nächstgelegene Grenzübergang ist 14 Kilometer entfernt und befindet sich bei Hintersee, das von der Grenze 4 Kilometer entfernt ist.

### Stadtgliederung
Zum Stadtgebiet gehören die folgenden bis 1945 selbständigen Dörfer und jetzigen Gemeindeteile:
- Grądno (Garden)
- Karszno (Albrechtsdorf)
- Małachowo
- Miroszewo (Steinort)
- Podgrodzie (Altstadt)
- Przedborze (Luisenruh)
- Rytka (Riether Mühle)

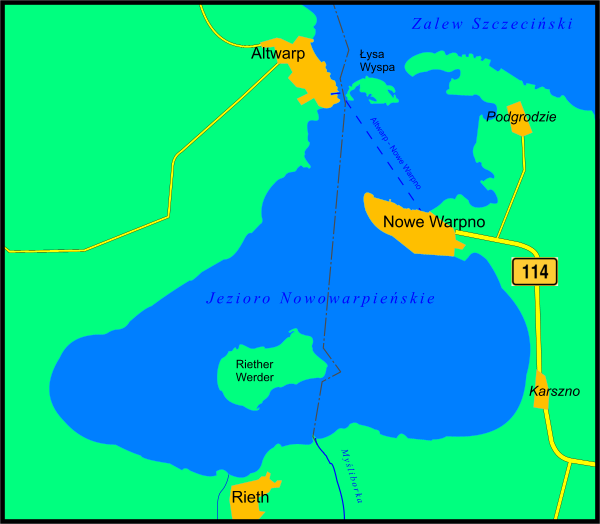
Karte
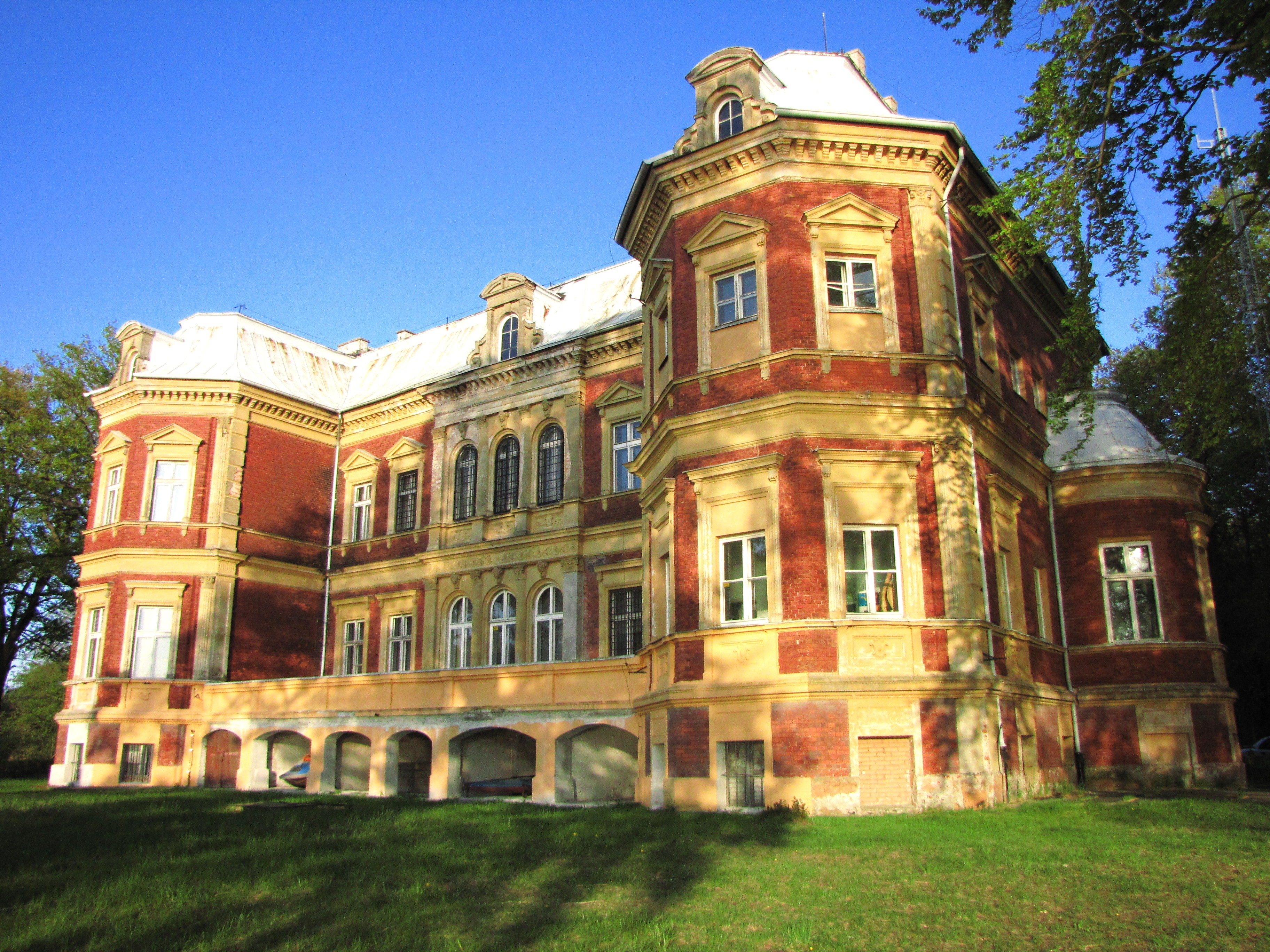
Schloss Albrechtsdorf im Ortsteil Karszno
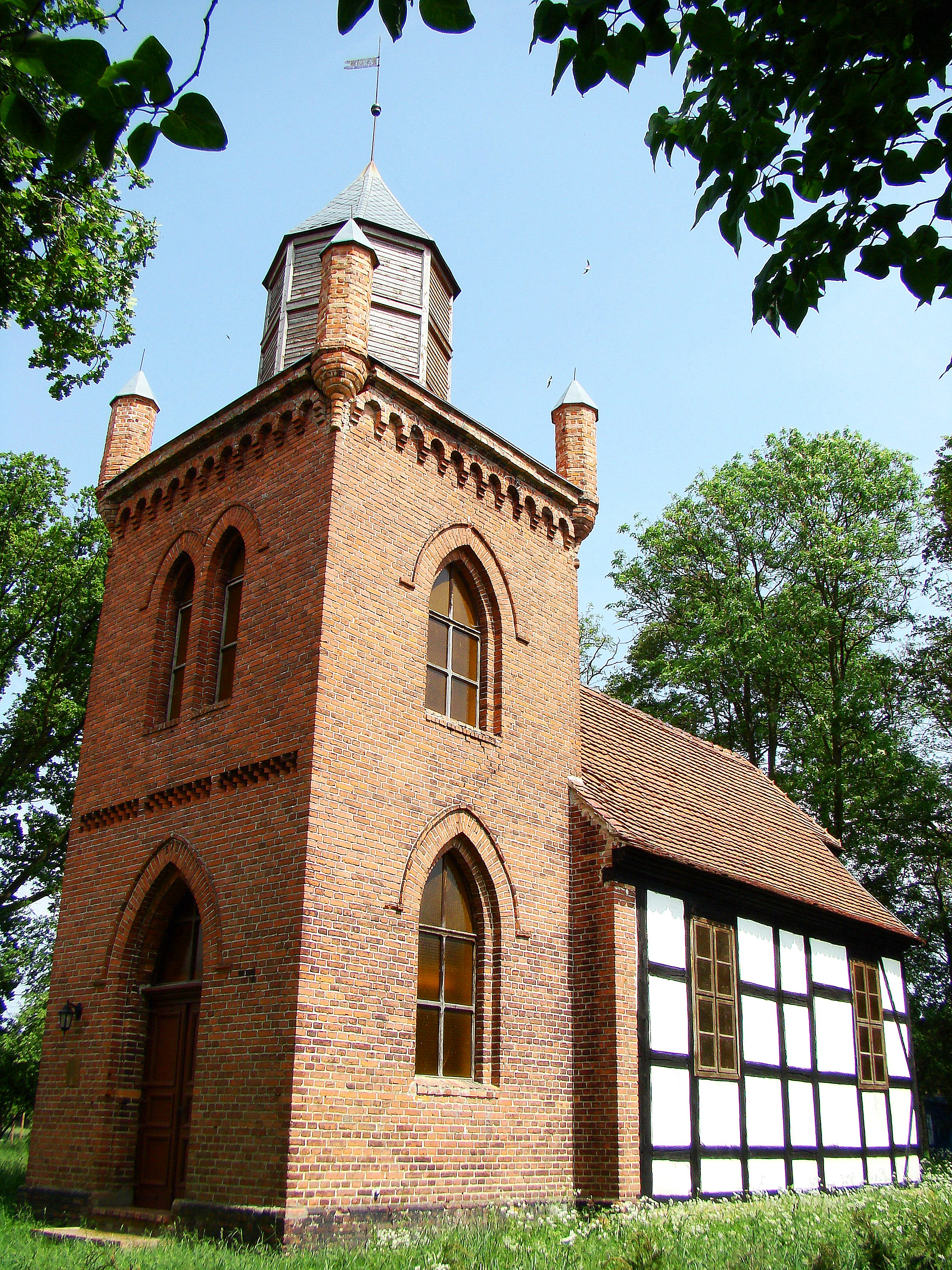
St. Hubertus in Karszno

## Geschichte

Neuwarp mit Befestigungen 1664

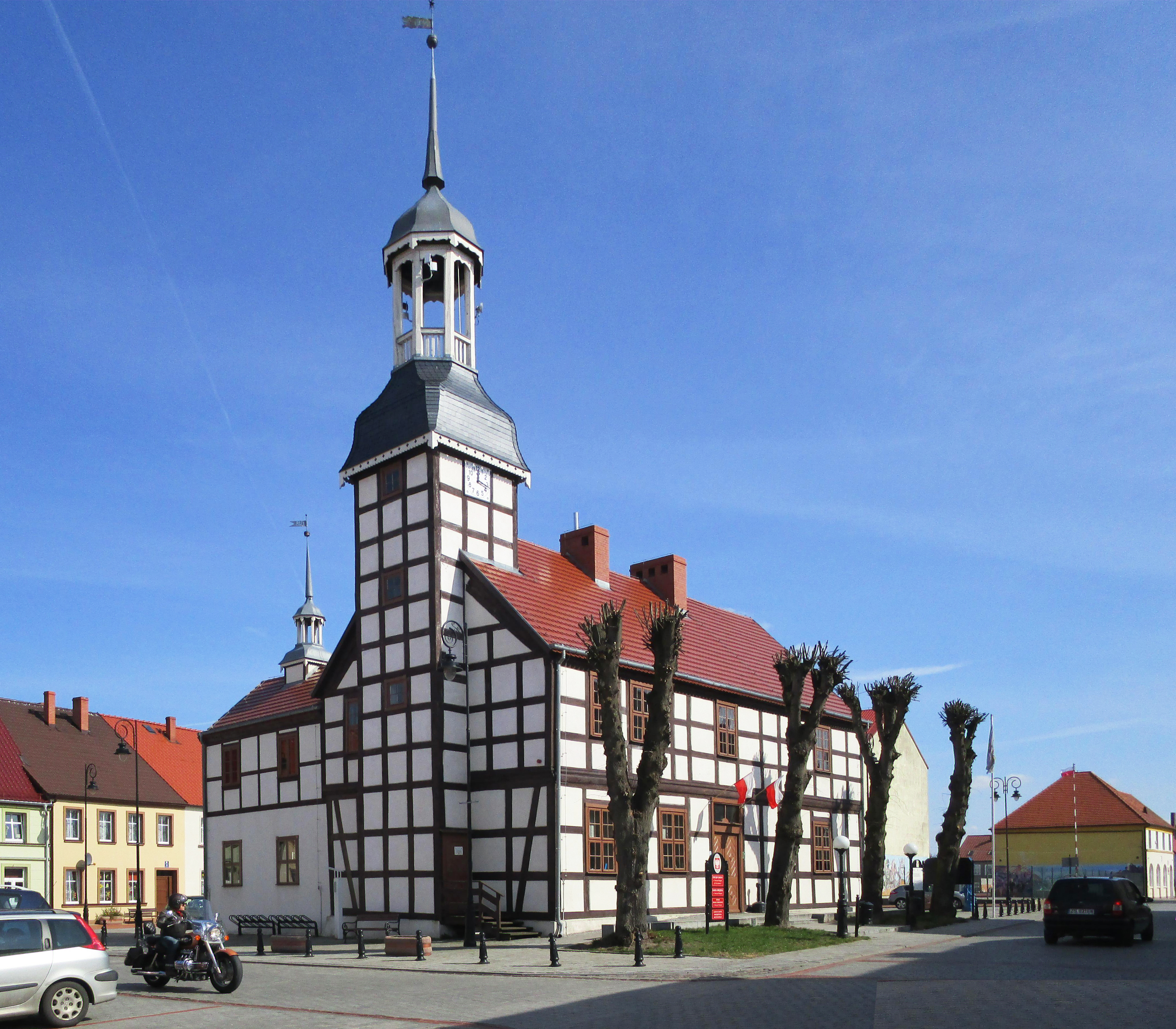
Das Rathaus von Neuwarp von 1697

Eine urkundliche Nennung von 1184 mit Warpene wird bezweifelt, es könnte auch Altwarp gemeint sein. Der genaue Verleihungszeitpunkt als Stadt ist nicht bekannt. Es wird angenommen, dass es in der Mitte des 13. Jahrhunderts Herzog Barnim I. war, der den Ort mit Magdeburger Recht belegte. Zuvor bestand wahrscheinlich schon eine Burg an der Stelle des nördlich gelegenen Stadtteils Altstadt. Bei der Teilung Pommerns im Jahre 1295 kam das Städtchen Warp zu Pommern-Stettin. Der Name Neuwarp ist erstmals 1352 mit civitas Nova Warpe zu finden, als Barnim III. seine Einnahmen aus dem Städtchen dem Stettiner Ottostift verlieh. 1378 wurde die Kirche in Neuwarp dem Kloster Jasenitz unterstellt.
Die Entwicklung von Neuwarp zu einem florierenden Hafenstädtchen, das im gesamten Herzogtum Pommern-Stettin Zollfreiheit besaß, erweckte die Missgunst der Stadt Stettin, die den Schiffsverkehr behinderte, worauf Herzog Otto I. der Stadt die Erlaubnis zu Gegenmaßnahmen erteilte. 1442 erhielt Neuwarp vom Herzog Joachim I. die Privilegien nach dem Lübischen Recht. Nach dem verheerenden Brand von 1491, der Neuwarp mit Kirche und Rathaus vollständig vernichtete und bei dem sämtliche Urkunden verloren gingen, bestätigte das Herzogshaus im Jahre 1491 alle Rechte der Stadt. 1555 brach wiederum ein Stadtbrand aus, der die Stadt in Schutt und Asche legte. Herzog Philipp I. erneuerte darauf 1556 die Neuwarper Privilegien und verlieh der Stadt wiederum das günstigere Lübische Recht. 1559 besaß Neuwarp zwei Hospitäler, (Hospital zum St. Georg, Hospital zum Heiligen Leichnam). 1648 fiel Neuwarp an Schweden. Der dritte große Stadtbrand brach 1692 aus.
Nach dem Wiederaufbau hatten die Neuwarper im Großen Nordischen Krieg ab 1710 Einquartierungen russischer, sächsischer und polnischer Truppen zu ertragen, die dabei auch die Pest in die Stadt einschleppten. Handel und Gewerbe gingen zurück. Nach dem Frieden von Stockholm im Jahre 1720 kam die Stadt zu Preußen. Als während der Befreiungskriege gegen Napoleon viele Bürger in den Reihen der Schillschen Freischar kämpften, drohten die französischen Besatzer, die Stadt niederbrennen zu lassen. Gegen Zahlung einer Buße von 1.000 Talern zeigten sich die Franzosen „gnädig“ und brannten lediglich ein Haus nieder.

Stadtpanorama von Neuwarp auf einer Lithographie aus der Zeit vor 1846

Seit dem Jahre 1818 gehörte die Stadt zum Landkreis Ueckermünde. Im Laufe des 19. Jahrhunderts fiel Neuwarp als Handelsstadt in die Bedeutungslosigkeit. Wegen der günstigeren Lage der Nachbarstädte Pölitz, Stettin, Swinemünde und Wollin lief der Seehandel auf dem Stettiner Haff immer mehr an Neuwarp vorbei. Auch die Lage an der Spitze einer Landzunge war für das Handwerk nicht förderlich, da der Stadt das Umland fehlte.
1862 wurden viele Handwerker verzeichnet, u. a. 23 Schuhmacher. Haupterwerbsquelle war aber die Schifffahrt; es gab in Neuwarp 9 Seeschiffer und 89 Kahn- und Bootsfahrer. Weiterer Haupterwerb war die Fischerei, Neuwarp hatte 30 Fischermeister und 18 Gesellen.
Zu Beginn des 20. Jahrhunderts entwickelte sich Neuwarp zu einem bekannten Luftkurort.
Im Jahr 1945 gehörte die Stadt Neuwarp zum Landkreis Ueckermünde im Regierungsbezirk Stettin der preußischen Provinz Pommern des Deutschen Reichs.
Nach dem Ende des Zweiten Weltkrieges wurde die Stadt seitens der sowjetischen Besatzungsmacht der Volksrepublik Polen zur Verwaltung überlassen. Danach wurde für die deutsche Stadt die polnische Ortsbezeichnung „Nowe Warpno“ eingeführt, und es begann allmählich die Zuwanderung polnischer Migranten. In der Folgezeit war fast die gesamte einheimische Bevölkerung der Willkür der „wilden“ Vertreibung durch die polnische Administration ausgesetzt oder wurde später zwangsausgesiedelt.

### Demographie
| Jahr | Einwohner | Anmerkungen                                 |
| ---- | --------- | ------------------------------------------- |
| 1740 | 0990      | [ 4 ]                                       |
| 1774 | 1260      | keine Juden                                 |
| 1779 | 1084      |                                             |
| 1782 | 1181      | keine Juden                                 |
| 1791 | 0949      | keine Juden                                 |
| 1794 | 1260      | keine Juden                                 |
| 1812 | 1457      | davon drei Juden, keine Katholiken          |
| 1816 | 1412      | davon zwei Katholiken und zwei Juden        |
| 1831 | 1600      | davon acht Katholiken und drei (neun) Juden |
| 1843 | 1821      | davon 13 Katholiken und 14 Juden            |
| 1852 | 2017      | davon zehn Katholiken und zwölf Juden       |
| 1858 | 1969      | davon 16 Katholiken und zehn Juden          |
| 1861 | 2125      | davon 14 Katholiken und zwölf Juden         |
| 1905 | 1884      | evangelische Einwohner                      |
| 1910 | 1939      | auf 1415 ha                                 |
| 1925 | 2007      | davon sechs Katholiken und fünf Juden       |
| 1933 | 2010      | [ 11 ]                                      |
| 1939 | 2055      | [ 11 ]                                      |

| Jahr             | 2008 | 2019 |
| Anzahl Einwohner | 1194 | 1190 |

### Geschichte der Kirchengemeinde
Im Jahre 1267 erschien die Kirche zu „Warpa“ unter den Besitzungen des Klosters Grobe. 1286 erhält der Propst von St. Marien in Stettin die Gerichtsbarkeit der Kirche von Warp verliehen. 1378 wurde das Kirchenpatronat dem Kloster Jasenitz übertragen.

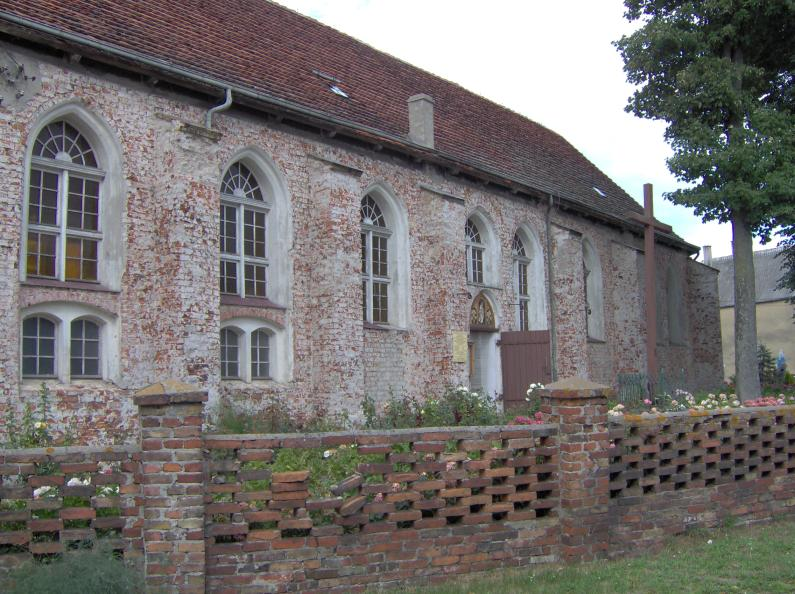
Frühere Seitenansicht des Kirchenschiffs der Marienkirche

Nach 1535 fasste die Reformation auch in Neuwarp Fuß. Seither amtierten hier bis 1945 insgesamt 20 lutherische Geistliche, verstärkt um 21 Diakonen, die bis 1898 auch die Filialkirche in Altwarp betreuten, bis diese dann eigene Geistliche bekam.
Vor 1945 gehörte das Kirchspiel Neuwarp mit den Filialgemeinden Wahrlang (heute polnisch: Warnołęka) und Albrechtshof (Karszno) zum Kirchenkreis Ueckermünde in der Kirchenprovinz Pommern der Kirche der Altpreußischen Union. Das Kirchenpatronat nahmen zuletzt die staatlichen Behörden sowie Frau von Enckevort aus Albrechtsdorf wahr. 1940 zählte das Kirchspiel Neuwarp 2.730 Gemeindeglieder.
Seit 1945 ist die Bevölkerung von Neuwarp überwiegend katholisch. In der Stadt wurde am 15. August 1946 eine Pfarrei errichtet, die heute zum Dekanat Police (Pölitz) im Erzbistum Stettin-Cammin gehört. In die Pfarrei sind die Filialorte Warnołęka (Wahrlang), Podgrodzie (Altstadt) und Myśliborz Wielki (Groß Mützelburg) eingegliedert. In Neuwarp und Umgebung lebende evangelische Kirchenglieder sind dem Pfarramt der evangelisch-lutherischen Trinitatiskirche (vor 1945 St. Gertrudenkirche) in der Diözese Breslau der Evangelisch-Augsburgischen Kirche in Polen zugeordnet.

## Sehenswürdigkeiten

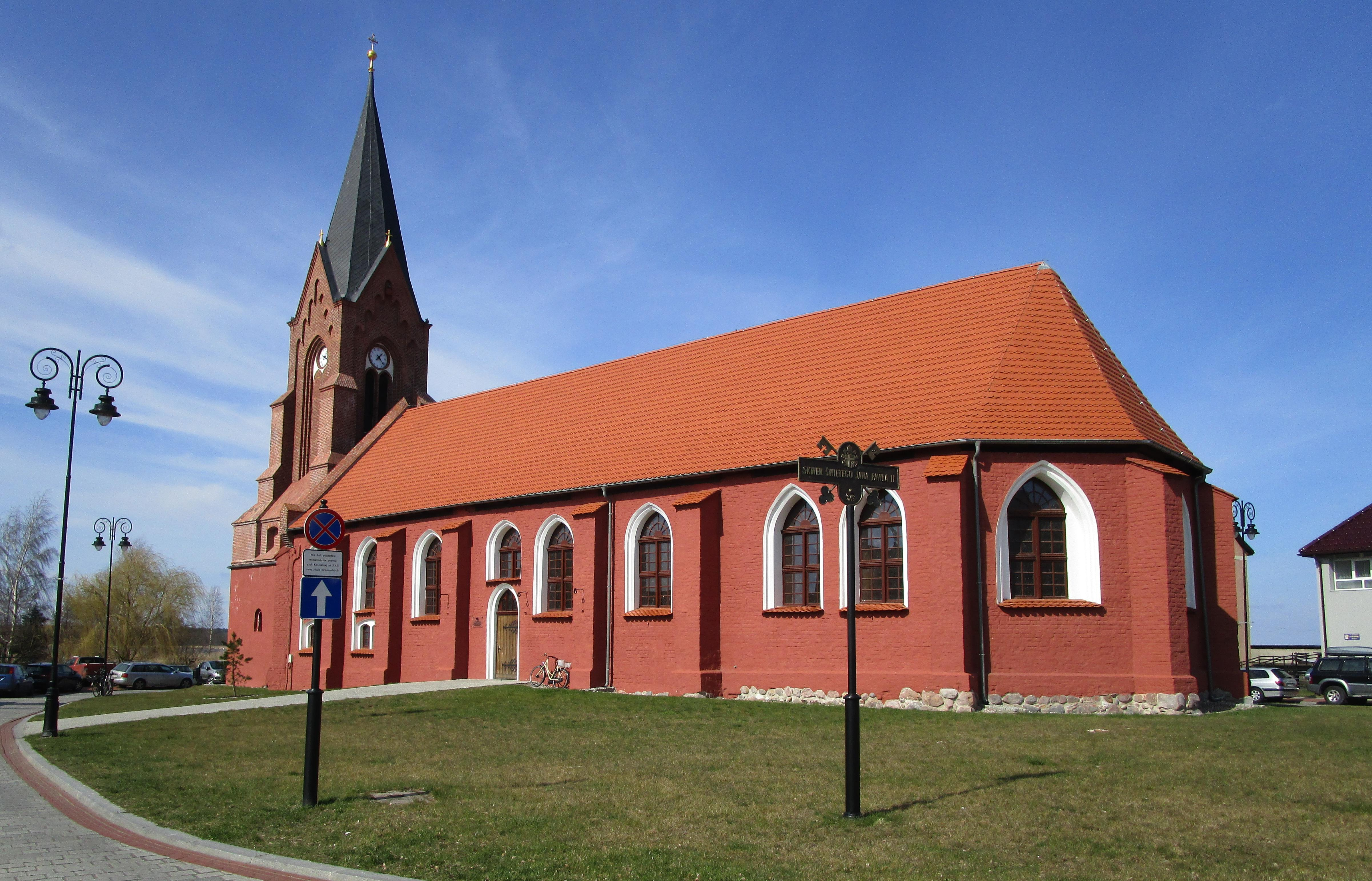
Die Marienkirche Neuwarp

### Marienkirche
Die bis 1945 evangelische St. Marienkirche ist ein spätgotischer Backsteinbau mit Chor und Turm. Wahrscheinlich wurde sie 1442 errichtet. Die ehemals farbig gemalte Balkendecke wurde überstrichen. Nach dem verheerenden Brand im Jahre 1692 wurde das Gotteshaus ein Jahr später wieder aufgebaut und mit einem barocken Altar mit einer Kreuzigungsgruppe zwischen gewundenen Säulen ausgestattet.

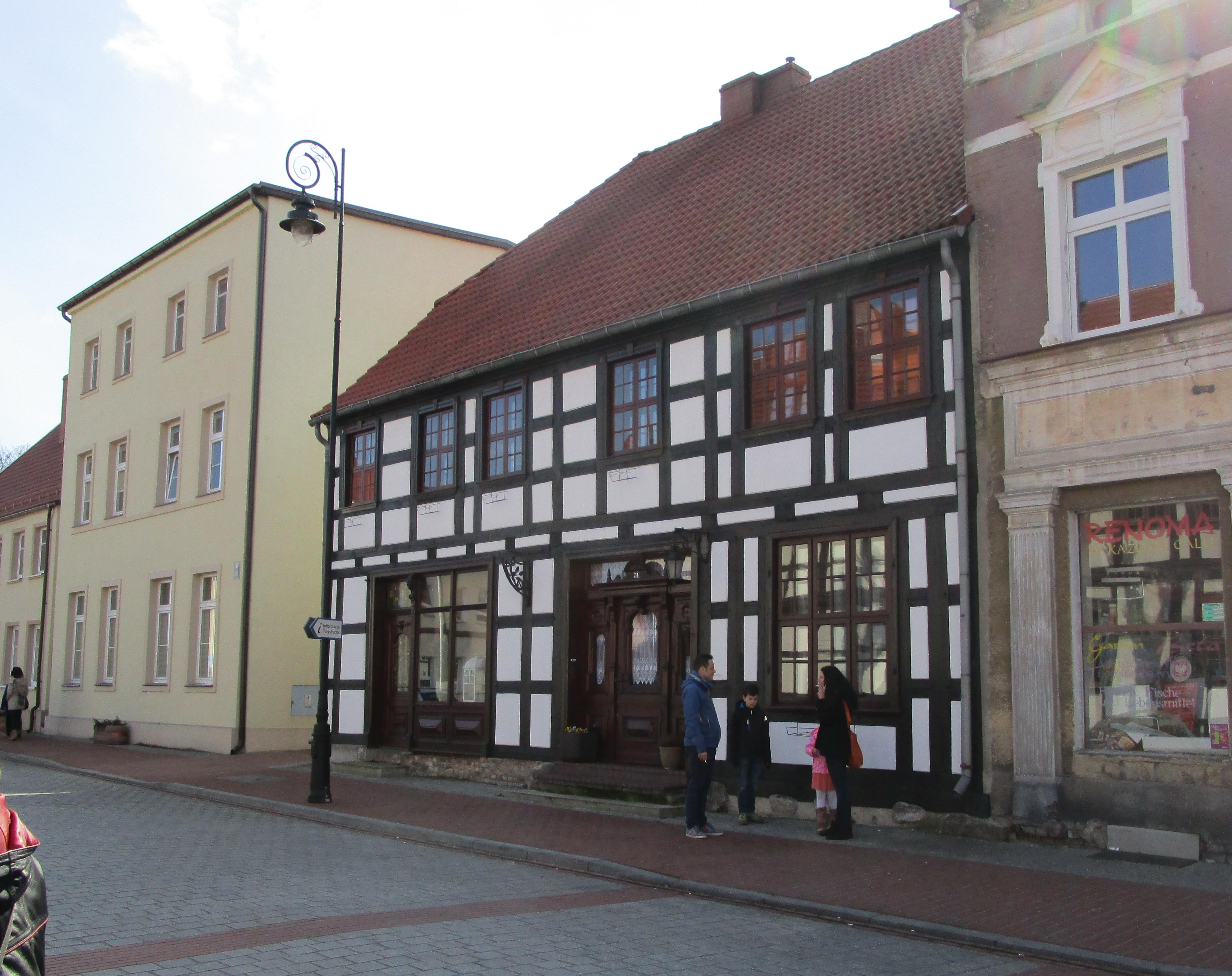
Saniertes Fachwerkhaus am Rathaus

Nach dem Zweiten Weltkrieg wurde die Kirche von der Katholischen Kirche in Polen übernommen, die sie am 15. August 1946 (Tag „Mariä Himmelfahrt“) neu weihte. Seither heißt das Gotteshaus Kirche Mariä Himmelfahrt.
Weitere Sehenswürdigkeiten

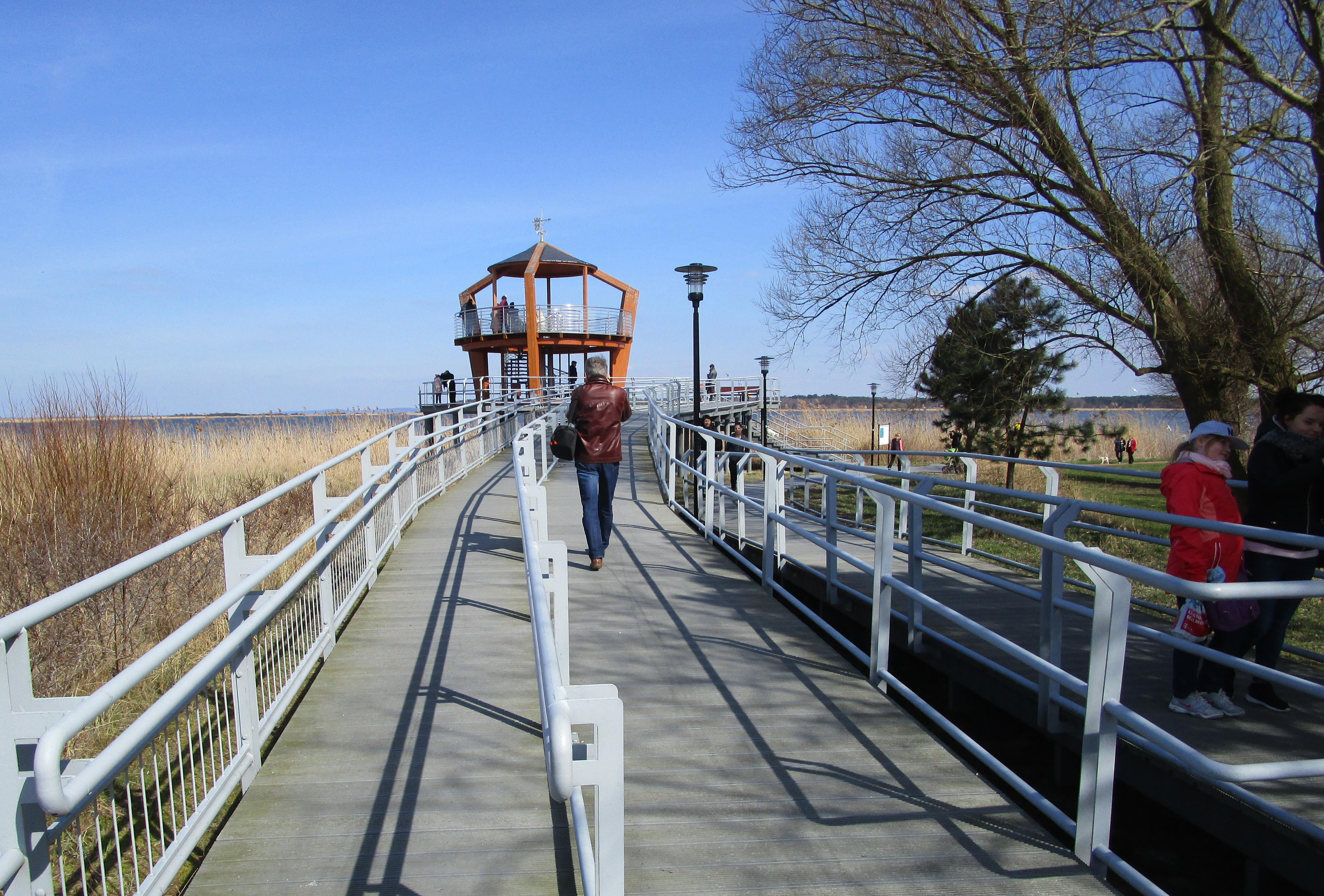
Aussichtsplattform an der Promenade Neuwarp

- Rathaus, barocker Fachwerkbau von 1697
- Uferpromenade mit moderner Aussichtsplattform
- Marina östlich des Hafens
- neu erbauter moderner Campingplatz mit Marina im Südosten der Stadt am Neuwarper See
- sanierte Altstadt mit neu gestalteten Plätzen und Wegen
- lebensgroße bronzene Denkmalfigur des deutschen Ehrenbürgers Hans Hartig auf dem Rathausplatz

## Wirtschaft und Infrastruktur

### Unternehmen
Die Wirtschaft ist in dieser abgelegenen Gegend schwach entwickelt. Kleine Gewerbebetriebe, Land- und Forstwirtschaft sowie das Tourismusgewerbe sind strukturbestimmend. Lediglich die 30 Kilometer entfernte Kreisstadt hatte mit der ehemaligen Hydrierwerke Pölitz AG einen großen Arbeitgeber für die Region.
Der neu gestaltete Campingplatz mit Marina auf der Seeseite gibt der Gemeinde zusammen mit der älteren Marina auf der Haffseite ein neues Gepräge in Richtung des wirtschaftlich wichtigen Tourismus.

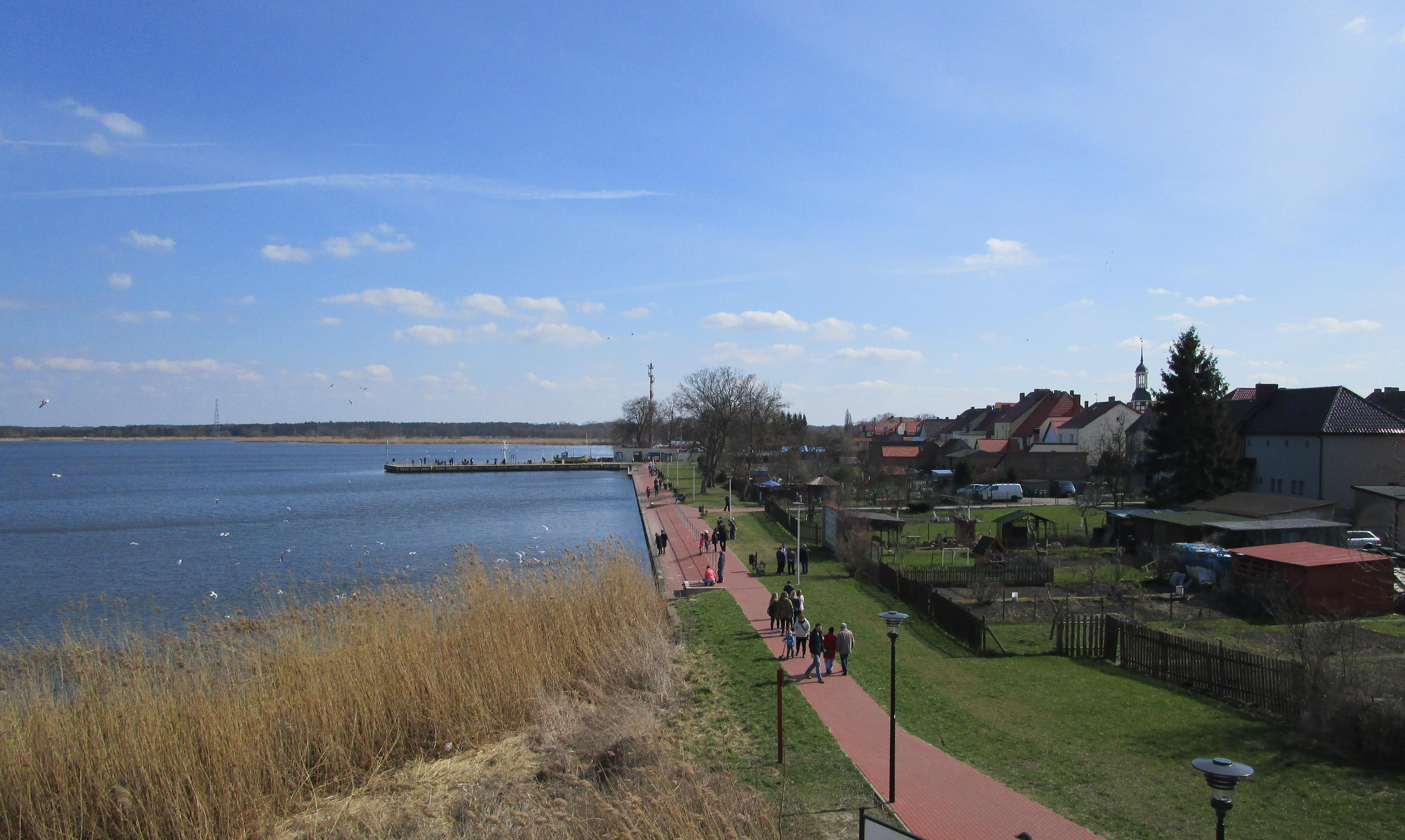
Hafen mit Promenade und Marina im Hintergrund

### Verkehr
Die Stadt ist über die Woiwodschaftsstraße 114 über Police (Pölitz) erreichbar. Von der 114 führt eine grenznahe Verbindungsstraße zur Woiwodschaftsstraße 115, die auf deutschem Gebiet an der Grenze als L 28 weiter geführt wird.
Bahnanschluss besteht über das 16 Kilometer entfernte Trzebież (Ziegenort). In den Jahren von 1906 bis 1945 war Neuwarp Endstation der Randower Bahn, die von Stöven (Stobno) über Daber (Dobra), Hintersee und Rieth hierher führte. Durch die Grenzziehung 1945 wurde die Strecke unterbrochen und später auf beiden Seiten demontiert.
Zwischen Nowe Warpno und der deutschen Nachbargemeinde Altwarp bestand zwischen 1996 und 2010 eine Personenfährverbindung. Jetzt wird die Verbindung trotz modern ausgebauter Grenzübergänge mit Fährhafen nur noch saisonal durch den ehemaligen Kutter Lütt Matten bedient.

## Städtepartnerschaften
- Ueckermünde, Deutschland (1993–2015)[13]

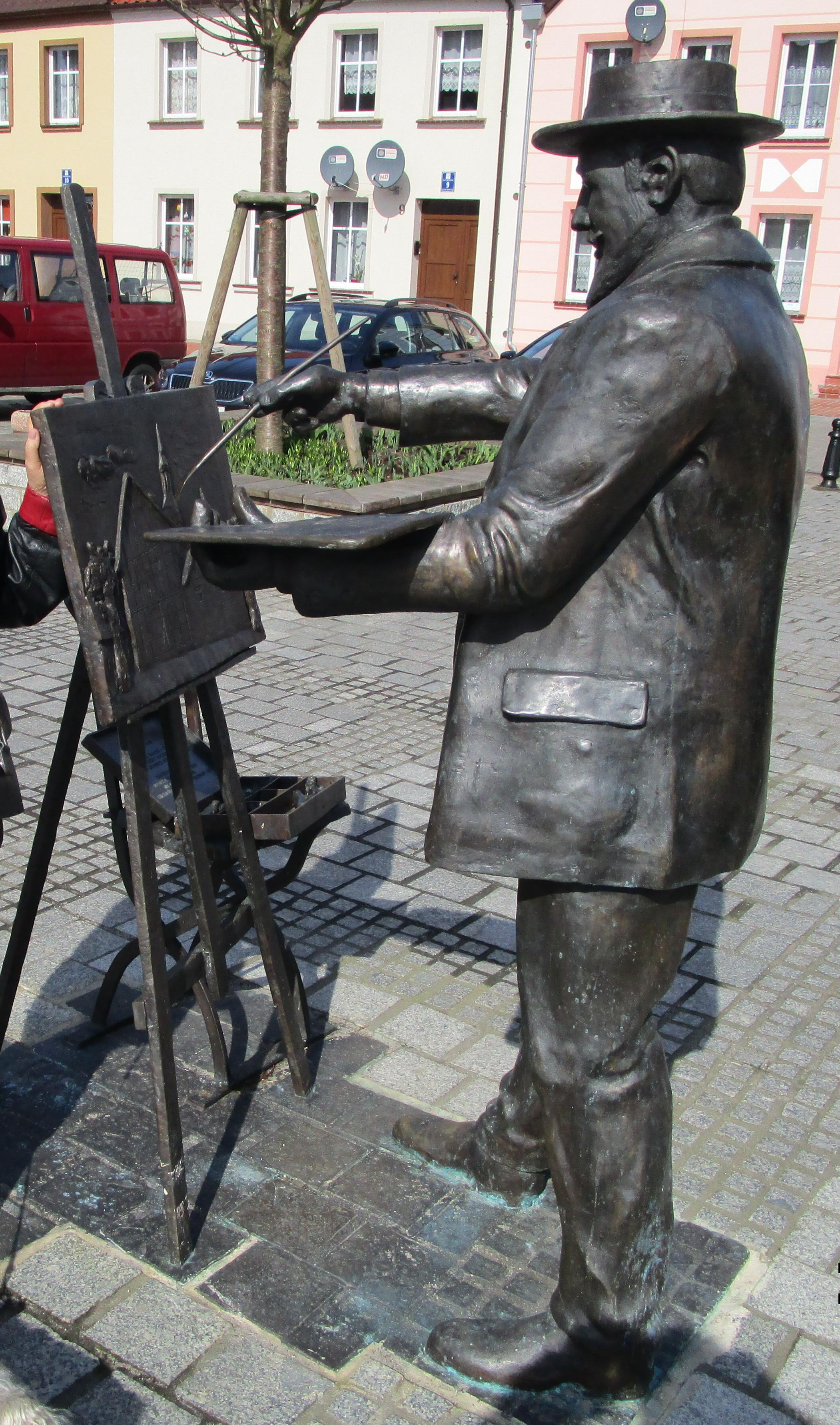
Lebensgroße Bronzestatue des Ehrenbürgers Hans Hartig in Neuwarp

## Persönlichkeiten

### Söhne und Töchter des Ortes
- Ernst Mentzel (1878–1960), deutscher Politiker (DNVP), Mitglied des Deutschen Reichstages
- Bruno Moritz (1898–unbekannt), deutsch-ecuadorianischer Buchhändler und Schachspieler
- Heinz-Dietrich Ortlieb (1910–2001), deutscher Ökonom, Chef des Hamburgischen Weltwirtschaftsarchivs

### Personen, die im Ort gewirkt haben
- Theodor Gottlieb von Scheven (1751–1810), evangelischer Geistlicher und Entomologe, 1789 bis zu seinem Tod 1810 Hauptpastor in Neuwarp

### Ehrenbürger
- Im Jahre 1927 ernannte die Stadt Neuwarp den Maler und Graphiker Hans Hartig (1873–1936) zum Ehrenbürger. Hartig hatte wie andere Künstler auch den Ort wegen seiner abseitigen Lage gerne zum Arbeiten und auch Erholen aufgesucht und war so der Stadt sehr verbunden. Die polnische Stadtverwaltung ehrte ihn mit dem vor dem Rathaus aufgestellten lebensgroßen Bronzedenkmal, weil er nicht nur als Besucher und Maler mit dem Ort verbunden war, sondern besonders bei der Restaurierung und Gestaltung des mittelalterlichen Rathauses wesentlich beteiligt war, wie die am Denkmal positionierte Tafel aussagt.